# Atlante Veneto

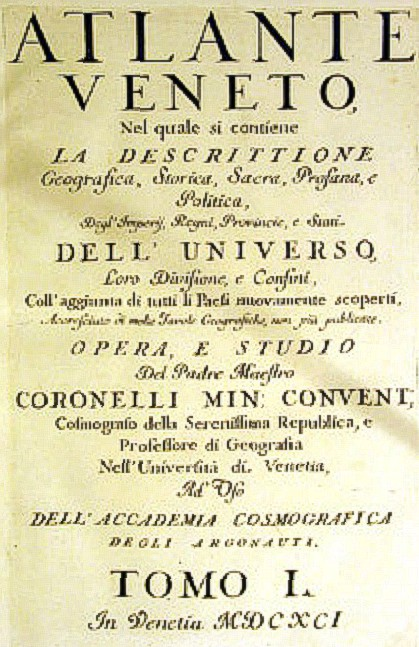
Titelblatt des ersten Bandes des Atlante Veneto, nel quale si contiene La Descrittione Geografica, Storica, Sacra, Profana & Politica degli Imperij, Regni, Provincie Dell'Universo Loro Divisione e Confini Coll'aggiunta di tutti li Paesi nuovamente scoperti, accresciuto di molte tavole geografiche, mai più pubblicate Opera, e studio del Padre maestro CORONELLI MIN: CONVENT;... ad uso dell'Accademia cosmografica degli Argonaut, Venedig 1691

Der Atlante Veneto ist ein dreizehnbändiges Veduten- und Kartenwerk, das Vincenzo Maria Coronelli zwischen 1691 und 1701 in Venedig herausgab, wobei ihm 1689 das „isolari“ zu Inseln, und weitere Werke zu Städten oder Festungen vorausgingen. Insgesamt entstanden 1200 Tafeln, davon etwa 200 im formato imperiale von 72 × 50 cm. Im Vorlauf der Publikation erschien 1689 der besagte Band über die bedeutendsten Inseln, Städte und Festungswerke Europas in zwei Bänden mit 240 Tafeln und Veduten. 1691 und 1695 erfolgten die ersten Nachdrucke. Der Atlante sollte Joan Blaeus 1635 publizierten Atlas Maior fortsetzen.

## Geschichte

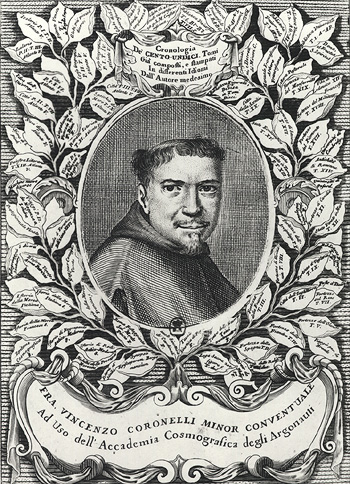
Porträt des Herausgebers Vincenzo Maria Coronelli in einer Ausgabe des Werkes von 1710

Coronelli, geboren in Venedig am 16. August 1650, wurde Minoritenbruder und lebte zunächst von 1665 bis 1671 in San Niccolo della Lattuga, dann von 1671 bis 1674 in Santa Maria Gloriosa dei Frari. 1673 erwarb er den Doktortitel am römischen Collegium Santo Bonaventura. Coronelli wurde ein berühmter Kartograph, der mehr als 400 Karten eigenhändig gestochen haben soll, dann Enzyklopädist, Kosmograph und Hersteller von Globen. 1681 bis 1683 lebte er in Paris, wo er am Hof König Ludwigs XIV. königlicher Geograph wurde und Kontakte zu den besten französischen Kartographen unterhielt. Nach seiner Rückkehr nach Venedig sollte er sich zwar unbehelligt seiner Arbeit widmen, doch 1699 wurde er zu einer Gesandtschaftsreise nach Konstantinopel herangezogen. In seiner Abwesenheit ließ er sich durch Giuseppe Frezza von der Accademia degli Argonauti vertreten.
Der dem Dogen Francesco Morosini gewidmete Atlante veneto ist einerseits ein Atlas, andererseits ein Traktat über Geographie im Allgemeinen mit Ergänzungen und Erläuterungen zur Kosmographie, zur Konstruktionsweise von Karten, zur Astronomie, aber auch zu jüngsten Entdeckungen, den Meeren oder Beschreibungen der Staaten mit ihren Städten, Völkern, Sitten. Auch eine geografia sacra mit ihren Listen von Patriarchen, Erzbischöfen und Bischöfen fehlt nicht. Von den 35 großflächigen Karten auf der Grundlage der Mercatorprojektion sind besonders die von Asien, des Donaulaufs (in 6 Blättern), des Pazifikraums und Nordamerikas hervorzuheben. Neben dem Atlante wurden in einem Corso geografico zwei Jahre lang jeweils sechs Karten separat herausgebracht, die allerdings schon zwischen 1688 und 1692 angefertigt worden waren. Darüber hinaus erschienen in verschiedenen Editionen Werke mit variierenden Kartenzahlen. Ebenso separat erschien Coronellis Idea dell'Universo (mit zahlreichen astrologischen Hinweisen), dann ein Werk zum Golfo di Venezia, zur Umgebung von Paris, zu China und zum Amazonas. Auch erschien 1697 sein Libro dei globi di misure differenti, in dem er 48 Karten publizierte, sowie Viaggio d'Italia in Inghilterra, ein Werk mit 115 Tafeln, in dem er seine Reiseerfahrungen im Reich und in England nutzte, um eine Art Reiseführer mit Veduten, Sittendarstellungen, Stadtplänen zu schaffen. Nach der Rückkehr von dieser Reise erschienen Band 2 (1696) und 3 (1697) des Atlante veneto, das besagte Isolario über die Inseln mit Schwerpunkt auf den venezianischen und englischen.
1705 kehrte er nach Aufenthalten in verschiedenen europäischen Ländern nach Venedig zurück und gründete dort die Accademia Cosmografica degli Argonauti, die erste geographische Gesellschaft.

## Rezeption

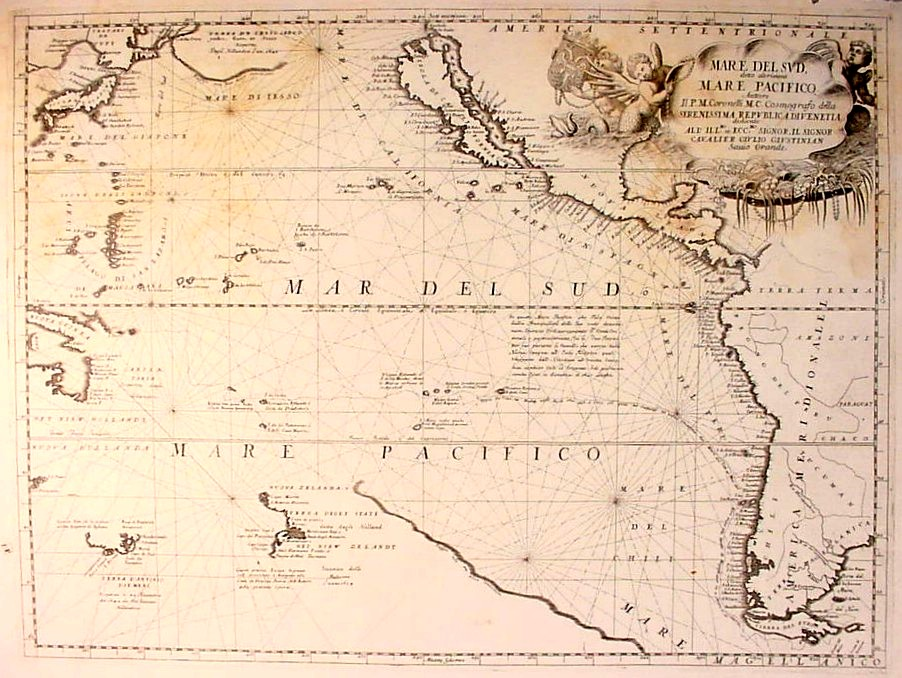
Karte des Pazifikraumes

Bereits im Laufe des 18. Jahrhunderts galt das Kartenwerk als Rarität, manchem galt es als gefährlich ungenau. Coronellis Kartenwerk war jedoch im Gegenteil im Vergleich zu zeitgenössischen und älteren Werken von neuartiger Genauigkeit. So mündete bei ihm erstmals der Rio Grande in den Golf von Mexiko.